# Арабески на тему Пиросмани
«Арабе́ски на те́му Пиросма́ни» (груз. არაბესკები ფიროსმანის თემაზე) — цветной короткометражный фильм Сергея Параджанова, снятый в 1986 году на киностудии «Грузия-фильм» и посвящённый выдающемуся грузинскому художнику Нико Пиросмани.

## История
Весной 1985 года, через год после «Легенды о Сурамской крепости», Тбилисская студия обратилась к Параджанову с предложением снять документальную киноленту о Нико Пиросмани. Фильм был снят «менее чем за неделю, при удивительной экономии средств». Позже Параджанов говорил об этой короткометражке: «Это мой любимый маленький фильм».
В начале 2020 года сообщалось, что польская компания Fixafilm Studios отреставрирует фильм с помощью средств, которые британская благотворительная организация Kino Klassika собирает на краудфандинговой платформе Indiegogo.

## Сюжет
В фильме отсутствуют диалоги, но имеется звуковое сопровождение.
Лента разбита на части с названиями, которые появляются в интертитрах: «Тифлис», «Ателье фотографа в Сололаки», «Страницы истории» («Шамиль», «Ираклий II», «Поэт и Тамар»), «Животные», «Бесплодие и материнство», «Пиры», «Букет для Маргариты», «Реквием по Нико», «Шаг в бессмертие».
В фильме показано множество картин Пиросмани и их фрагментов. Некоторые эпизоды — игровые, с участием актёров («Ателье фотографа в Сололаки», «Букет для Маргариты», «Шаг в бессмертие»).

## Отзывы
По мнению Л. Григоряна, жанр фильма Параджанова определить трудно: «Это действительно своеобразные арабески, сплетенные в сложный орнамент», при этом «с одной стороны, фильм документальный, неигровой. С другой — явно художественный». По мнению автора, «Арабески» напрямую перекликаются с восьмиминутной лентой «Акоп Овнатанян», которую Параджанов снял в 1967 году в Ереване на документальной студии: оба фильма — «по сути, попытка проникнуть в мастерскую художника, а точнее, понять, что волновало, вдохновляло, воодушевляло этих замечательных и весьма разных мастеров».

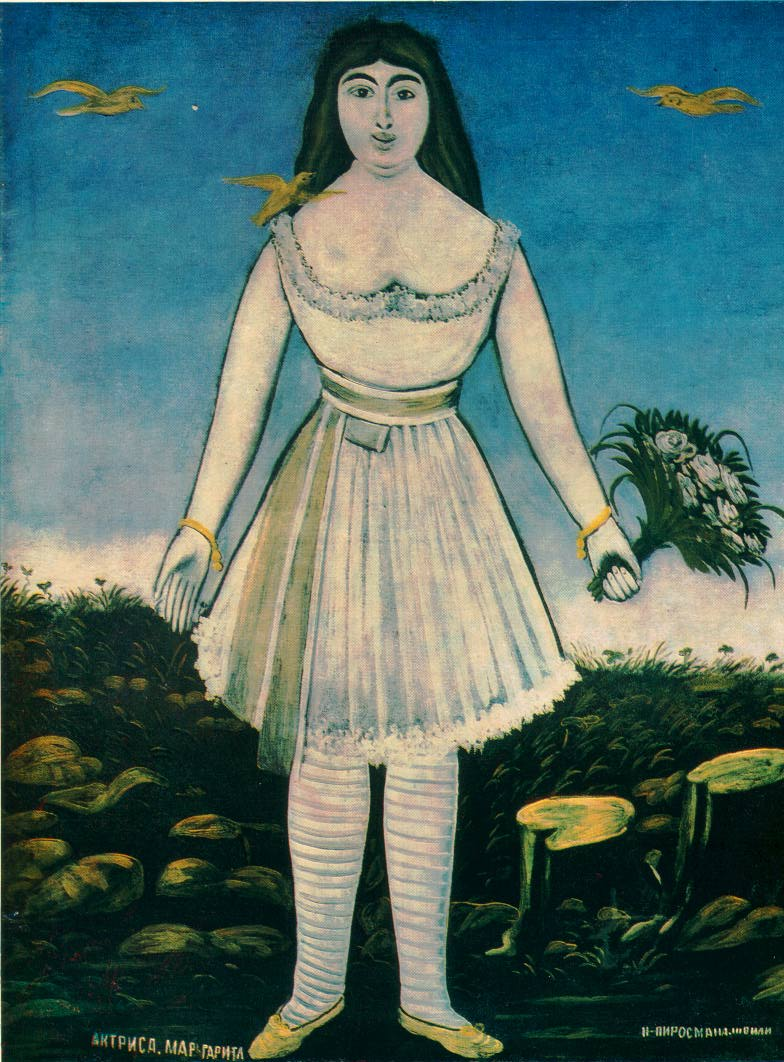
Актриса Маргарита

В «Арабесках» мы наблюдаем «демонстрацию картин, тематически разбитых на группы». В новелле «Букет для Маргариты» картина Пиросмани «Актриса Маргарита» «оживает в пластическом этюде живой актрисы». Игровые сценки в фотоателье художника ретроспективно отсылают к стилистике немого дореволюционного кино. Последняя новелла «Реквием по Нико» «завершается „разрушением“ декораций, деконструкцией фильмического пространства: герой выходит из съёмочного павильона и направляется к современному Тбилиси, как бы перешагивая границу времён». По мнению Л. Григоряна, «этот загадочный, ироничный финал таит вопрос: а вписался бы Пиросмани в наши дни, смог бы творить, и если бы творил, то как?». Патрик Казальс говорит о том, что картины Пиросмани чаще всего «используются, как обычные карты таро, собранные, перегруппированные, свёрстанные таким образом, чтобы показать трагедию и гротеск», при этом «беспокойство, свойственное картинам Пиросмани, написанным в мрачных тонах… компенсируется юмором и живой тональностью коллажей и аллегорий, созданных кинематографистом».
По словам Г. Гвахария, «ни одному из грузинских кинорежиссеров не удалось так воссоздать детский, „манекеноподобный“ стиль Пиросмани, как это сделал Параджанов в своих кавказских фильмах». В «Арабесках на тему Пиросмани» Параджанов «сосредоточился именно на общих для обоих художников аспектах искусства Пиросмани: ощущении исторического застоя, волнующей неподвижности, которая заполняет полотно, одновременном присутствии в человеческой фигуре трагического, гротескного и юмористического…».
Патрик Казальс отмечает, что этот короткометражный фильм «стал для Параджанова новой возможностью для того, чтобы обратиться к собственной жизни». Так, в последнем эпизоде фильма «наконец, предстаёт один из образов-символов, столь дорогих Параджанову»: «брошенная на палитру художника, подрагивая жабрами, бьётся умирающая форель. Прекрасная картина художника связывается с его жизнью и творчеством, напоминая нам и о судьбе Пиросмани, и о судьбе самого Параджанова».